# Грін-Рівер (Британська Колумбія)
Грін-Рівер є притокою річки Лілует на південному заході Британської Колумбії, Канада. Приблизно 25 км у довжину, воно починається біля витоку Грін-Лейк у Вістлері та тече на північний схід, щоб злитися з річкою Лілует приблизно за два кілометри вище, де річка впадає в озеро Лілует. Її головними притоками є річка Су та схожа на річку Резерфорд-Крік, яка є місцем розташування однієї з двох штучних трас для катання на байдарках на бурхливій воді в Канаді. Трохи нижче Рузерфорд-Крік знаходиться волоспад Нейрн.